# Corigliano d’Otranto
Corigliano d’Otranto – miejscowość i gmina we Włoszech, w regionie Apulia, w prowincji Lecce.
Według danych na rok 2004 gminę zamieszkiwały 5632 osoby, 201,1 os./km².